# Kimitoön
Kemiönsaari  (en suédois : Kimitoön) est une municipalité de la province de Finlande occidentale, en Finlande. Elle a été créée le 1er janvier 2009 par la fusion des municipalités de Dragsfjärd, Kimito et Västanfjärd.

## Géographie
Kemiönsaari a une superficie de 2 800,97 km2, dont 10,89 km2 d'eau douce et 2 103,23 km2 d'espace maritime.
Les communes voisines de Kemiönsaari sont Salo, Raseborg, Hanko, Pargas et Sauvo.
La municipalité de Kemiönsaari se compose d'environ 3 000 îles, dont une vingtaine sont habitées toute l'année.
| Îles de Kimitoön                                           |
| Carte des îles de Kimitoön (cliquer pour voir les détails) |

## Démographie
Depuis 1980, la démographie de Kemiönsaari a évolué comme suit, :
| Année      | 1980  | 1985  | 1990  | 1995  | 2000  | 2005  |
| ---------- | ----- | ----- | ----- | ----- | ----- | ----- |
| population | 9 022 | 8 676 | 8 371 | 8 041 | 7 663 | 7 462 |

| Année      | 2010  | 2015  | 2020  |
| ---------- | ----- | ----- | ----- |
| population | 7 191 | 6 909 | 6 619 |

## Politique et administration

### Conseil municipal
Les sièges des 27 conseillers municipaux sont répartis comme suit:
| Parti                           | Parti                              | Sièges 2021–2025 |
| ------------------------------- | ---------------------------------- | ---------------- |
|                                 | Parti social-démocrate de Finlande | 5                |
|                                 | Vrais Finlandais                   | 1                |
|                                 | Parti de la Coalition nationale    | 0                |
|                                 | Parti du centre                    | 2                |
|                                 | Ligue verte                        | 1                |
|                                 | Alliance de gauche                 | 2                |
|                                 | Suomen ruotsalainen kansanpuolue   | 13               |
|                                 | Vapaa yhteistoiminta yhteislista   | 2                |
|                                 | Valitsijayhdistys Janne Salonen    | 1                |
| Sources: tulospalvelu.vaalit.fi |                                    |                  |

### Élections législatives finlandaises de 2019
Les résultats des élections législatives finlandaises de 2019 sont pour Kemiönsaari :
|               | Parti social-démocrate de Finlande (SDP) | 549   | 14,2 |  |  |  |
|               | Vrais Finlandais (PS)                    | 227   | 5,9  |  |  |  |
|               | Parti de la coalition nationale (Kok)    | 173   | 4,5  |  |  |  |
|               | Parti du centre (Kesk)                   | 196   | 5,1  |  |  |  |
|               | Ligue verte (Vihr)                       | 111   | 2,9  |  |  |  |
|               | Alliance de gauche (Vas)                 | 507   | 13,1 |  |  |  |
|               | Chrétiens-démocrates (KD)                | 21    | 0,5  |  |  |  |
|               | Parti populaire suédois (RKP)            | 1 997 | 51,6 |  |  |  |
|               | Réforme bleue (SIN)                      | 22    | 0,6  |  |  |  |
|               |                                          |       |      |  |  |  |
| Votes rejetés | Votes rejetés                            | 19    | 0,5  |  |  |  |
| Total         | Total                                    | 3 891 | 100  |  |  |  |

## Économie

### Principales entreprises
En 2022, les principales entreprises de Kemiönsaari par chiffre d'affaires sont :
| Société                         | C.A.  |
| ------------------------------- | ----- |
| Salmonfarm Ab                   | 22 M€ |
| Kemiönsaaren Venekeskus Oy      | 13 M€ |
| K-Supermarket Kompass           | 10 M€ |
| Tiileri                         | 7 M€  |
| Hotel Kasnäs                    | 6 M€  |
| Metsäviitoset Oy                | 5 M€  |
| K-Market Kompis                 | 5 M€  |
| Engelsbyn Tehtaat Oy            | 4 M€  |
| Strandellin Sähkö Oy            | 3 M€  |
| Svenska Småbruk Och Egna Hem Ab | 2 M€  |

### Employeurs
En 2022, ses plus importants employeurs sont:
| Employeur                       | Employés |
| ------------------------------- | -------- |
| Salmonfarm Ab                   | 51       |
| Tiileri                         | 48       |
| Hotel Kasnäs                    | 39       |
| K-Supermarket Kompass           | 19       |
| Örö                             | 17       |
| Kemiönsaaren Venekeskus Oy      | 16       |
| Juha-Pekan Kiinteistösiivous Oy | 15       |
| D-Marin Oy Ab                   | 15       |
| Strandellin Sähkö Oy            | 14       |
| K-Market Kompis                 | 12       |

## Lieux et monuments
- Église d'Angelniemi
- Église de Dragsfjärd
- Église de Kemiö
- Église d'Hiittinen (fi)
- Colline fortifiée d'Högholmen
- Parc national de l'archipel
- Musée de Sagalund (fi)
- Manoir de Söderlångvik (fi)
- Église de Taalintehdas (fi)
- Taalintehdas (fi)
- Ancienne église de Västanfjärd (fi)
- Nouvelle église de Västanfjärd (fi)
- Saaristomeren luontokeskus Sinisimpukka

## Transports
Kimitoön est traversé par les routes régionales 181 et 183 et par l'yhdystie 1830.

## Jumelages
| Ville | Ville                | Pays | Pays     |
| ----- | -------------------- | ---- | -------- |
|       | commune de Nynäshamn |      | Suède    |
|       | Kalundborg (en)      |      | Danemark |
|       | Lillesand            |      | Norvège  |

## Personnalités
- Mikael Gustafsson (1966-), homme politique
- Wilhelm Ramsay (1865–1928), géologue

## Galerie

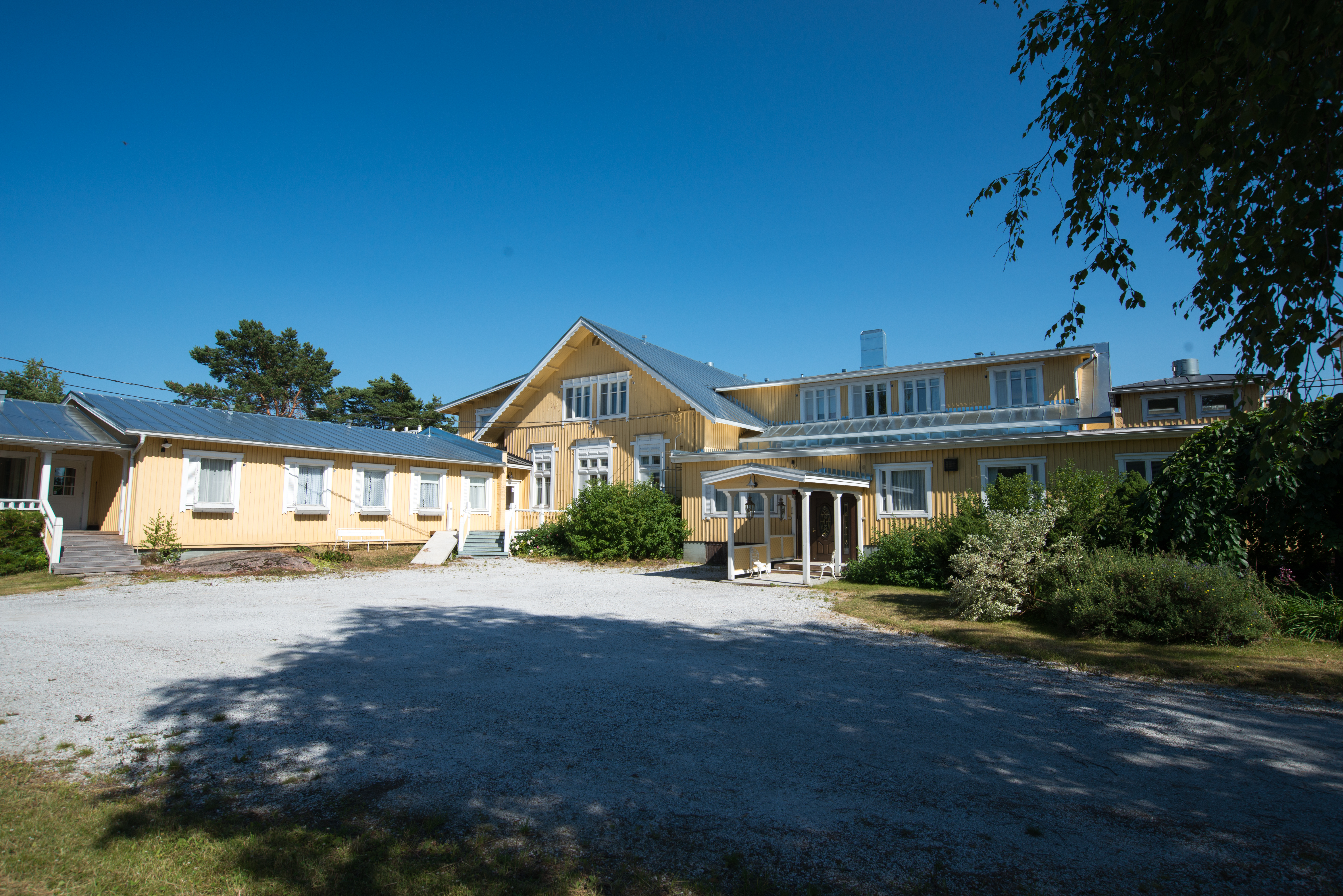
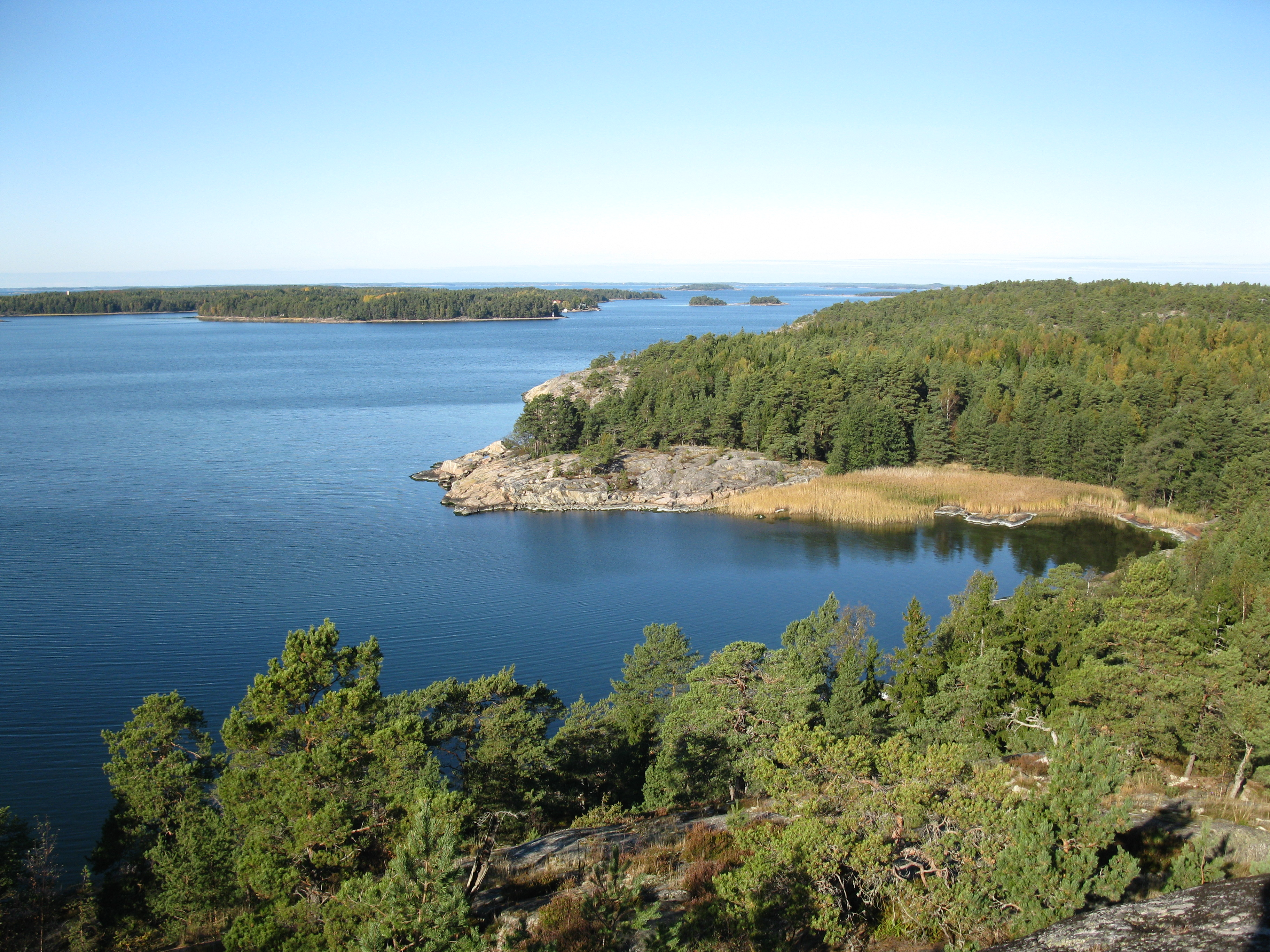
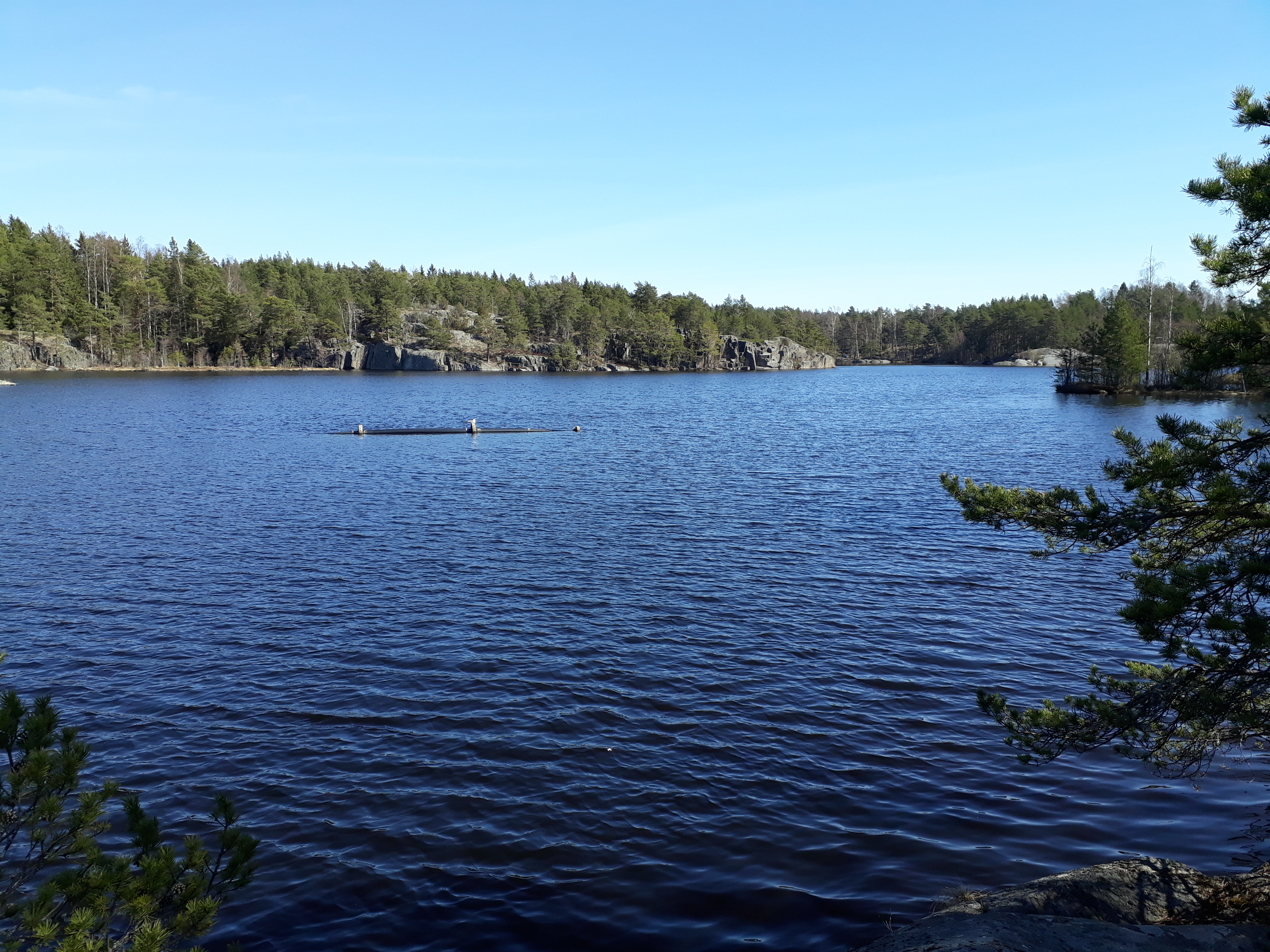
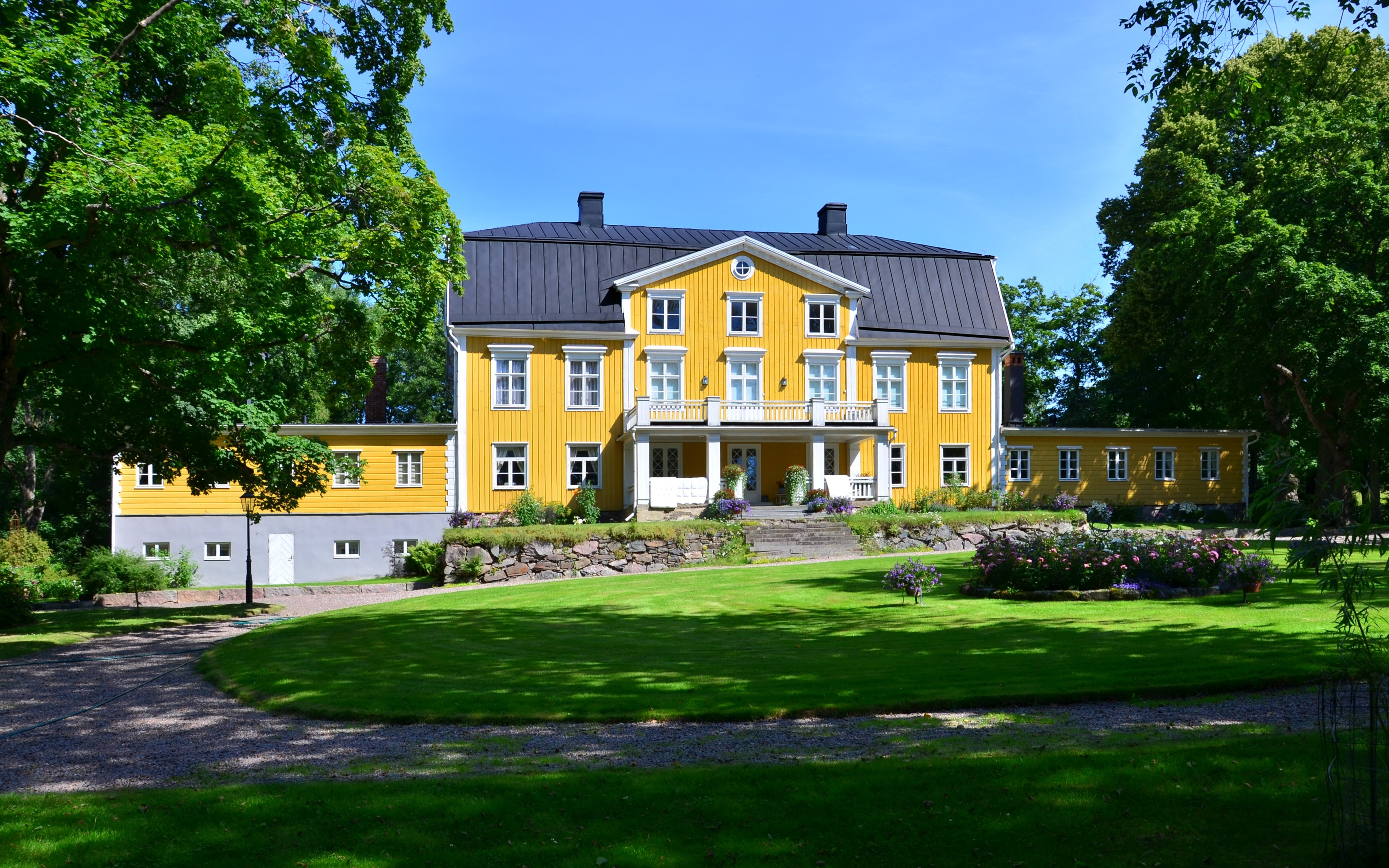
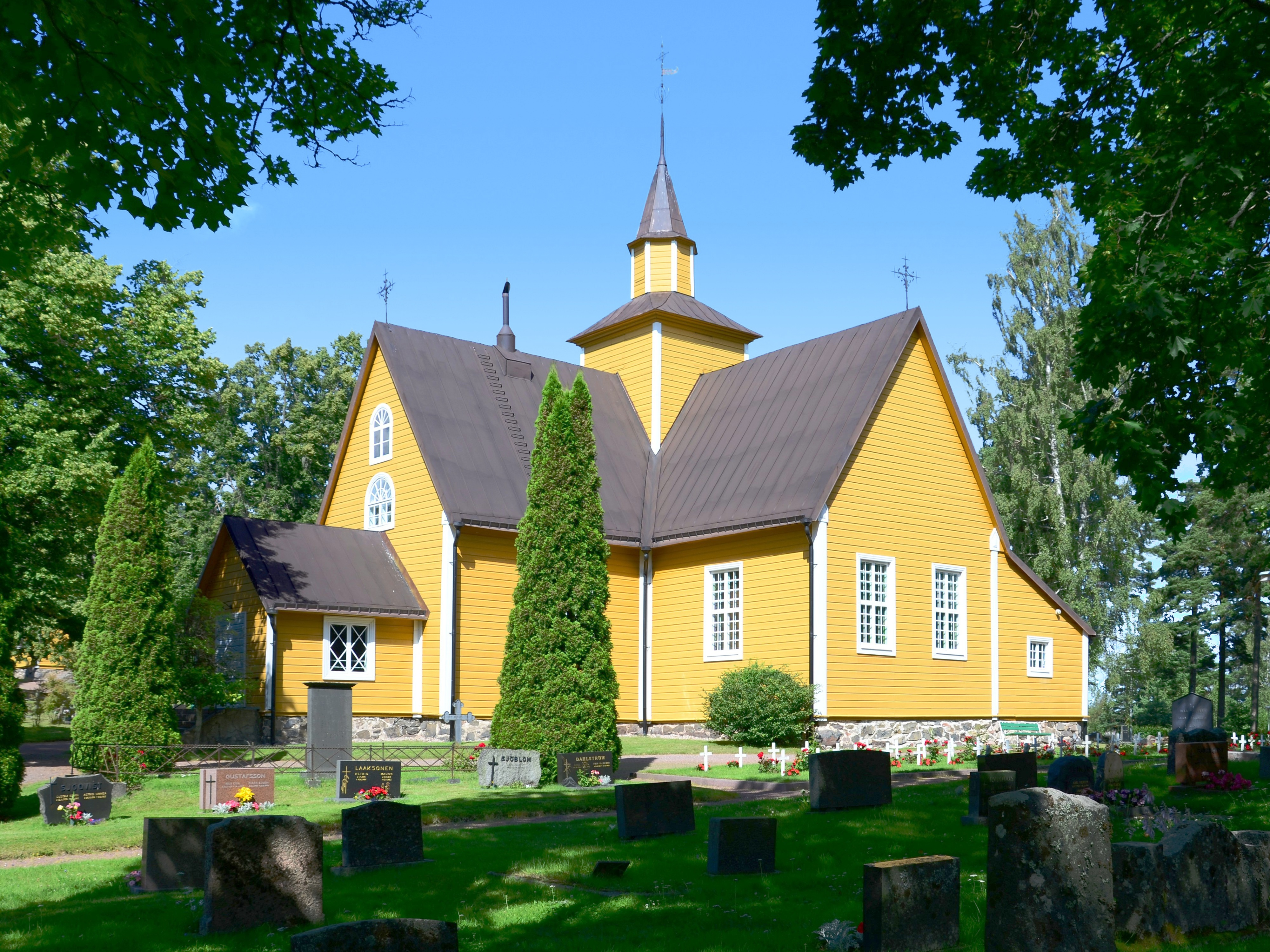
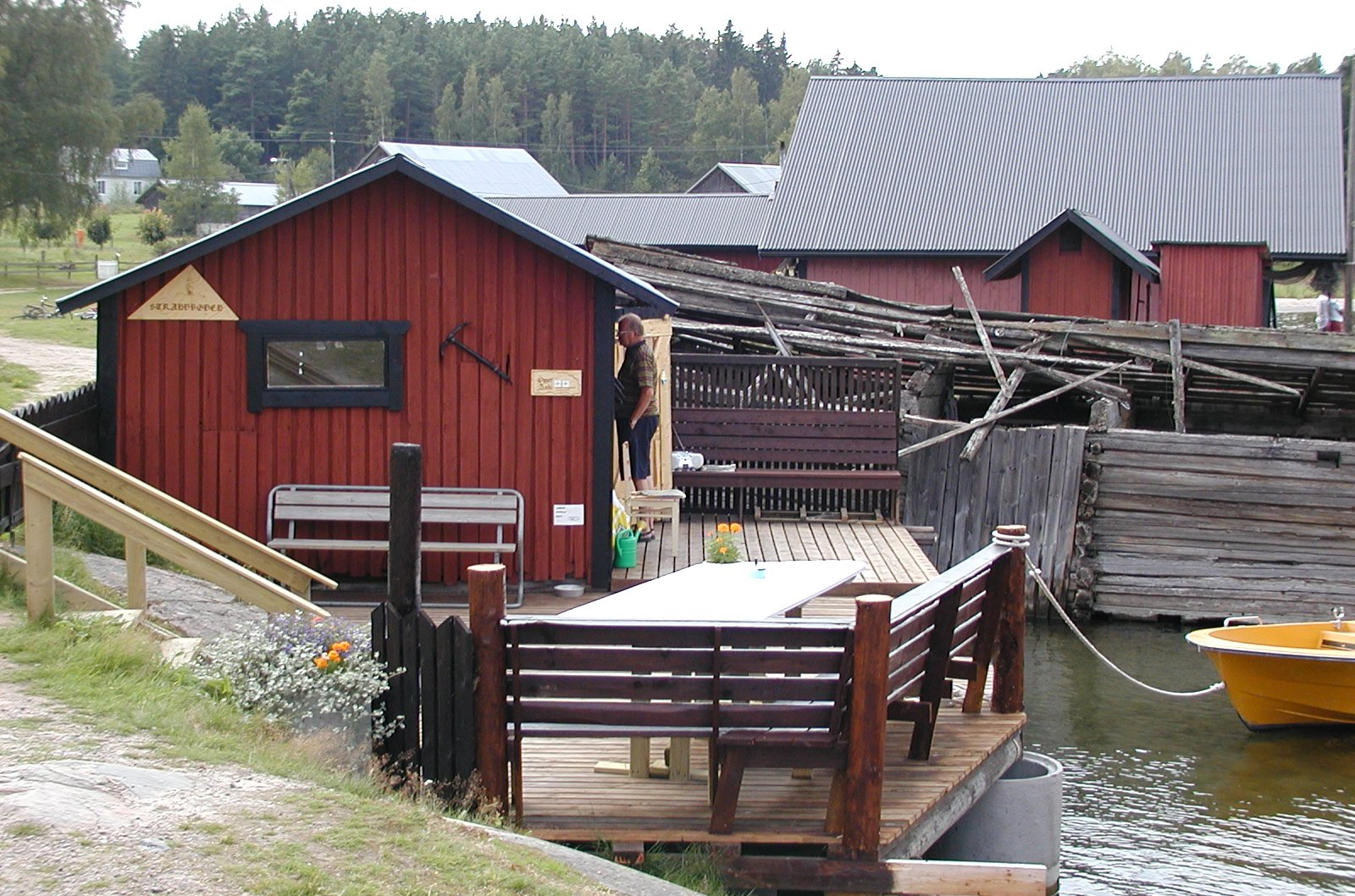
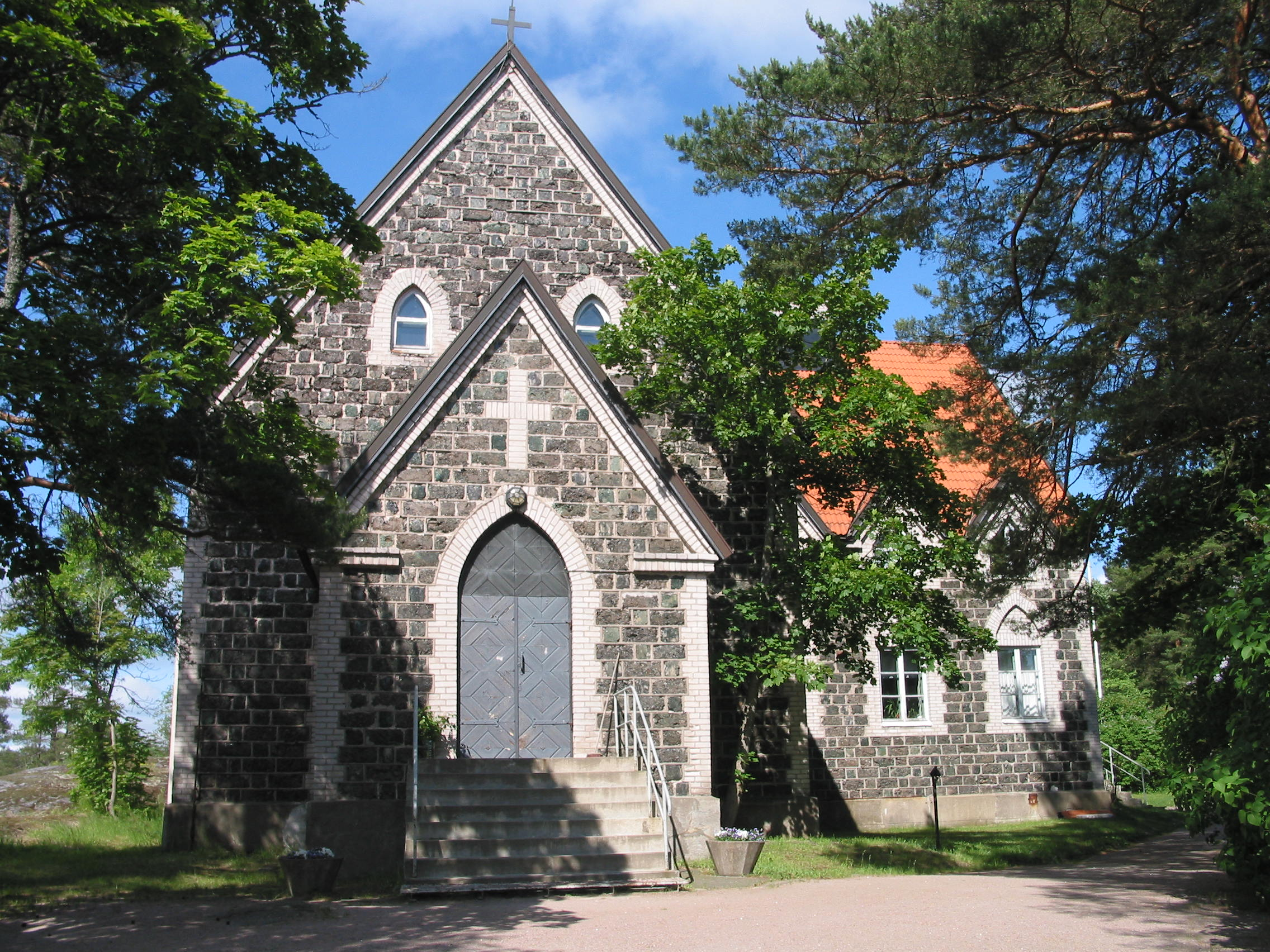
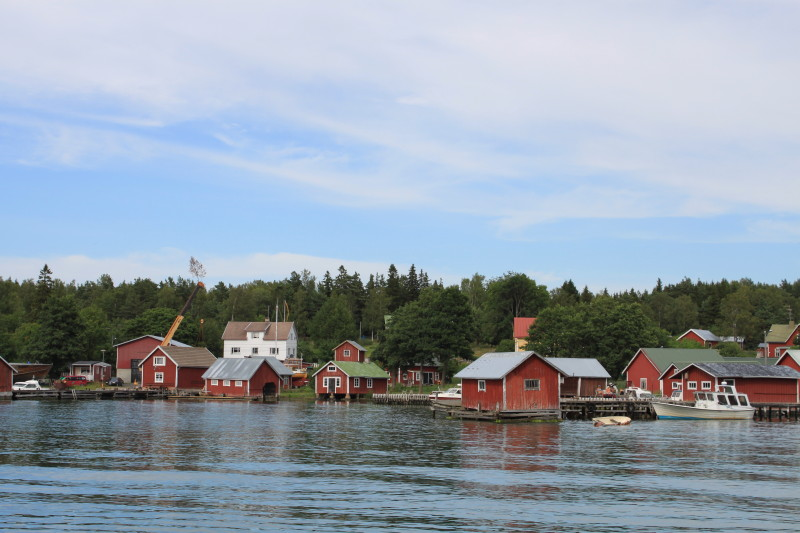